# Letto, fortuna e femmine
Letto, fortuna e femmine (Le Bateau d'Émile) è un film del 1962 diretto da Denys de La Patellière.
Il soggetto è tratto dal racconto di Georges Simenon, Le Bateau d'Émile (1954).

## Trama
Charles, dopo 40 anni, torna presso la propria famiglia di possidenti, i Larmentiel, e si mette a cercare, tramite un notaio, il figlio che avuto da una dipendente di suo padre. Scopre che questo, ormai un uomo di 40 anni, porta il nome di Émile Bouet, e convive con Fernande, ex-cantante. È un tipo litigioso che vive di pesca con un proprio battello.
Il fratello di Charles è costretto ad assumere Émile presso la società di famiglia, anzi vorrebbe che sposasse sua figlia, in modo che alla morte di Charles, il capitale non esca dall'ambito famigliare, sotto il suo controllo.
Émile, all'inizio, è tentato e si prepara persino a uccidere Fernande, ma poi rinuncia alle illusioni della vita nuova e torna quello di sempre.